# 相続税路線価

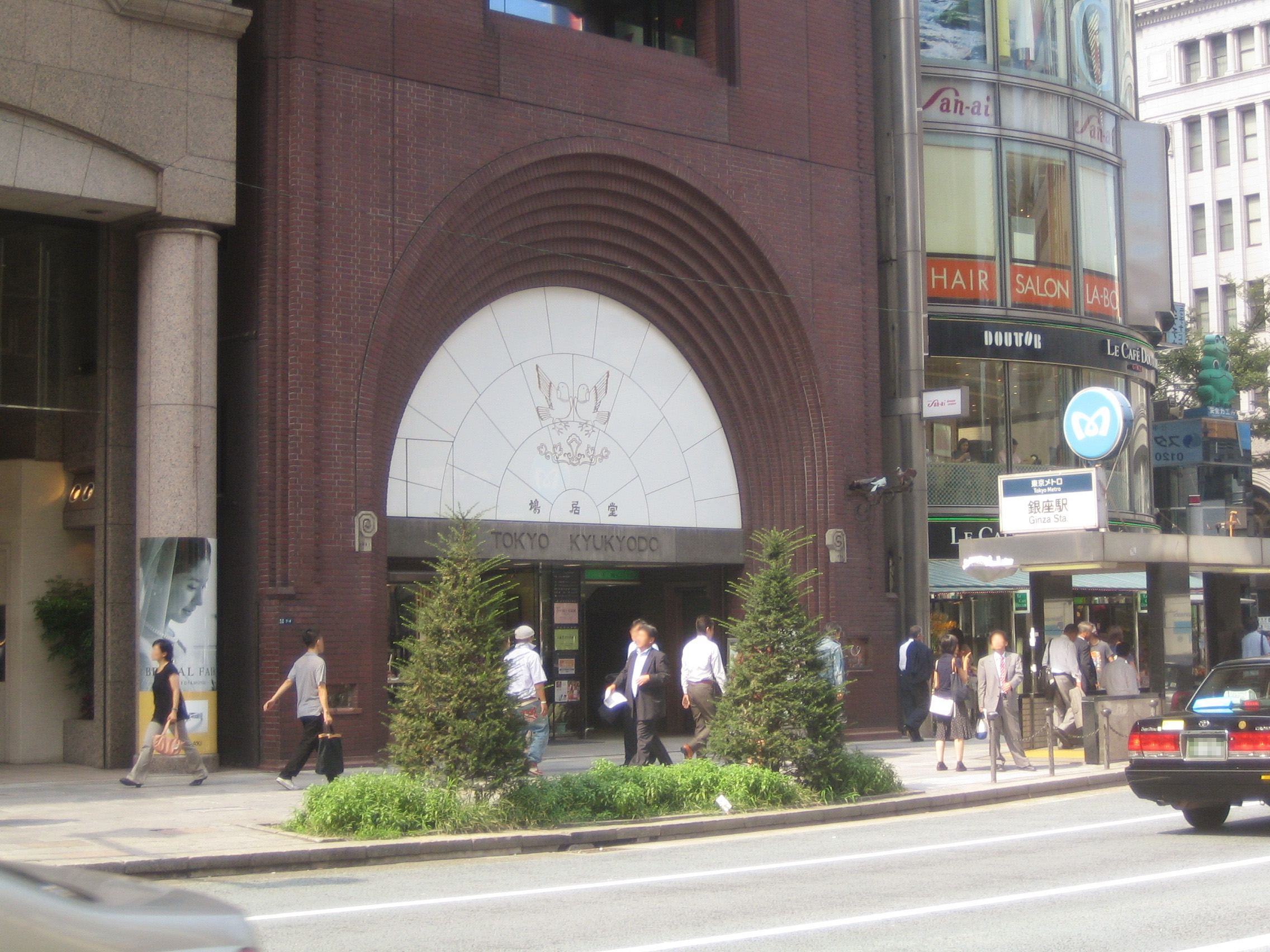
東京鳩居堂本店前（東京・銀座）。1986年以降、相続税路線価日本一を維持している。2023年（令和5年）分の路線価は、1m^{2}当たり4,272万円。

相続税路線価（そうぞくぜいろせんか）とは、相続税や贈与税を算定する際の基準となる路線価のことである。

## 概説
相続税・贈与税の税額計算の基礎となるのは、相続や贈与の対象となる財産の価額であり、相続税法では財産の価額を「取得の時における時価」と規定して、いわゆる時価主義を採用している。また、国税庁では、時価について「課税時期において、それぞれの財産の現況に応じ、不特定多数の当事者間で自由な取引が行われる場合に通常成立すると認められる価額」としたうえで「その価額は、この通達の定めによって評価した価額による」と定めている。
土地のうち宅地の評価は、市街地的形態を形成する地域にある宅地とそれ以外の宅地の2つに大別され、前者は路線価方式により、後者は倍率地域といい倍率評価により評価することとされている。

## 路線価方式
路線価方式とは、相続税路線価（宅地の価額がおおむね同一と認められる一連の宅地が面している路線ごとに設定された1平方メートル当たりの価額）を基準とし、これに各宅地の特殊事情を加味して宅地の評価額を算出する方法である。

## 路線価の設定
各路線価は、売買実例価額、公示価格、不動産鑑定士等による鑑定評価額、精通者意見価格等を基として、土地評価審議会の調査審議を経て、国税局長がその路線ごとに評定する。
土地の相続税評価額は、従来地価公示価格水準の70パーセントを目途として設定されていたが、1990年（平成2年）に税制調査会が公表した「土地税制のあり方についての基本答申」の考え方に従い、80パーセント相当額に引き上げられた。

国税庁が毎年7月初旬（2007年迄は8月初旬）に、路線価図および評価倍率表から構成される「財産評価基準書」によって、同年1月1日時点の価格を公表する。路線価方式とは、宅地が面する道路（路線）に設定された標準的な価格（路線価）を基準に評価する方法で、1955年に国税庁長官通達「宅地の評価について」（同年4月30日付直資43号）によって、それまでの賃貸価格倍数方式に替って導入された（1963年までは賃貸価格倍数方式も併存）。